# Origins, Vol. 1
Origins, Vol. 1 es un álbum de versiones del guitarrista estadounidense Ace Frehley, fundador de la banda de hard rock / heavy metal Kiss.
Salió a la venta en abril de 2016, teniendo como sencillo principal la canción  «White Room» de Cream. 

## Detalles
El álbum cuenta con invitados especiales como Slash, Lita Ford y John 5, además de dar la sorpresa de tener como invitado especial a Paul Stanley, quien fuera también fundador de Kiss y estar juntos en el estudio desde el disco Psycho Circus en 1998 hasta su despedida en el 2002 después del Farewell Tour. El 27 de abril del 2016 (en el cumpleaños #65 de Ace Frehley) se publica a través de YouTube el video musical para la versión de Fire and Water (Free) en colaboración con Paul Stanley teniendo participación en ella.
El disco cuenta con versiones de canciones que lo han influido desde su juventud de bandas como Led Zeppelin, Cream y Thin Lizzy, además de versionar algunas canciones de la banda que fundó, Kiss, como  «Cold Gin», canción compuesta por él pero interpretada por Gene Simmons y lo mismo con  «Parasite».

## Canciones
1. White Room (Cream)
2. Street Fighting Man (The Rolling Stones)
3. Spanish Castle Magic (Jimi Hendrix)
4. Fire and Water (Free)
5. Emerald (Thin Lizzy)
6. Bring it on Home (Sonny Boy Williamson II, basado en la  version de Led Zeppelin)
7. Wild Thing (The Troggs)
8. Parasite (Kiss)
9. Magic Carpet Ride (Steppenwolf)
10. Cold Gin  (Kiss)
11. Till the End of the Day (The Kinks)
12. Rock and Roll Hell (Kiss)

## Invitados especiales
- John 5 (en pista 3 y 8)
- Paul Stanley (en pista 4)
- Slash (en pista 5)
- Lita Ford (en pista 7)
- Mike McCready (en pista 10)

## Videos musicales
- «Fire And Water ft. Paul Stanley» [1]

Año: 2016